# DNA (Trapt)
DNA è il settimo album in studio dei Trapt, pubblicato nel 2016.

## Tracce
1. Intro – 0:40
2. Human (Like the Rest of Us) – 4:07
3. It's Over – 3:28
4. Tangled Up in You – 4:07
5. Changing Hands – 4:14
6. Unforgiven – 3:55
7. Passenger – 3:52
8. Anchor – 4:21
9. Not So Different – 3:28
10. Castaway – 3:58
11. Getting Even – 3:57
12. Fallen Angel – 4:04
13. Human (Like the Rest of Us) (acoustic) – 4:05
14. Tangled Up in You (acoustic) – 3:50
15. Passenger (acoustic) – 4:09
16. Castaway (acoustic) – 3:51